# Mur-de-Sologne
Mur-de-Sologne là một commune thuộc tỉnh Loir-et-Cher trong vùng Centre-Val de Loire miền trung nước Pháp.